# Feria del Alfeñique
La Feria del Alfeñique es una tradicional feria que se realiza en Toluca, México, a partir de la fiesta del día de muertos, en la que se venden variedades de figuras del dulce de alfeñique, y donde además se realizan actividades culturales de muchos tipos, reuniendo mucha gente cada año. 

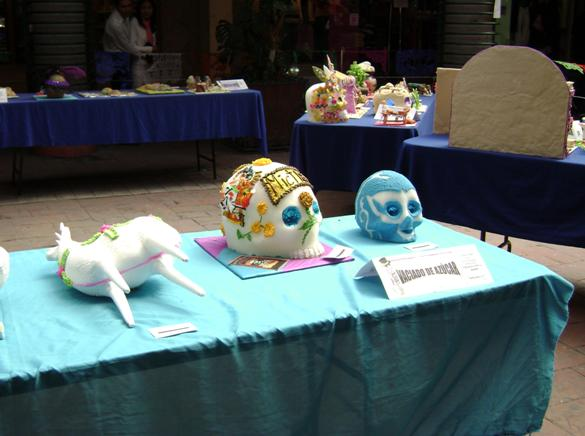

La palabra “alfeñique”, de origen árabe, hace referencia a una pasta de azúcar cocida y estirada en barras muy delgadas que eran retorcidas. Hoy en día se designa con ese nombre a las figuras de azúcar glass que se elaboran para el día de muertos. En México el alfeñique es un fenómeno en el cual se funden costumbres y técnicas indígenas con las que trajeron los españoles. Es altamente importante promover el consumo de estos dulces por su carácter primordial en la identidad tradicional local, y por ser éstos de producción completamente artesanal, afectando directamente la economía de las familias Mexiquenses.

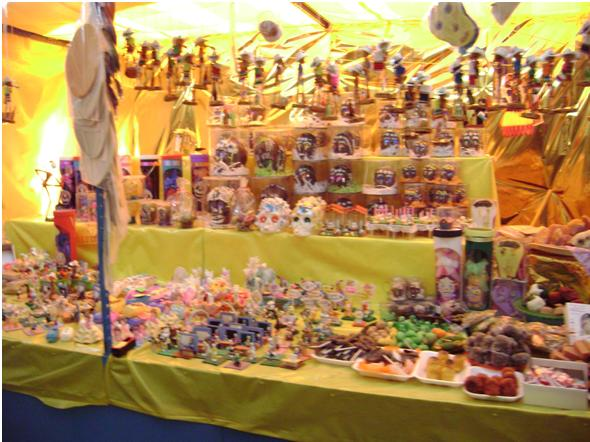

La tradicional Feria del Alfeñique y del Dulce Regional de Toluca, más conocida como la Feria del Alfeñique, se lleva a cabo desde 1932 con el afán de fortalecer la milenaria tradición del día de muertos.
Esta es una feria que tiene como sede los famosos portales de Toluca que llevan por nombre Reforma, Madero y 20 de noviembre y que se encuentran en el centro de la ciudad y rodean a la Catedral de Toluca de Lerdo. Por lo general la Feria del Alfeñique comienza la primera semana de octubre y termina hasta el 3 de noviembre.
La tradicional Feria del Alfeñique se distingue por la venta y exposición del dulce de alfeñique de la región principalmente, pero también cuenta con un sección cultural en donde se llevan a cabo exposiciones, conferencias, danza, música, teatro, muestras gastronómicas, certámenes, conciertos, presentaciones de libros, talleres, proyecciones de video, concursos, y montajes de ofrendas tradicionales de la región del valle de Toluca y del estado de México, algunas en formato monumental, lo que convierte esta feria en un evento muy importante en la región. A partir del año 2012, se realiza la incursión de la facultad de artes dramáticas de la UAEMEX con la aportación de los estudiantes, escenificando el desfile de los zombis y la llorona en el portal 20 de noviembre, además de diversas representaciones acerca de la catrina, las momias y un sinfín de personajes referentes a la fecha conmemorativa. 
La Feria del Alfeñique es una instancia para celebrar costumbres tradicionales y reflexionar sobre la rica identidad nacional y cultural de la región, a menudo siendo el destino preferido de familias completas que se reúnen a disfrutar y traspasar costumbres.  

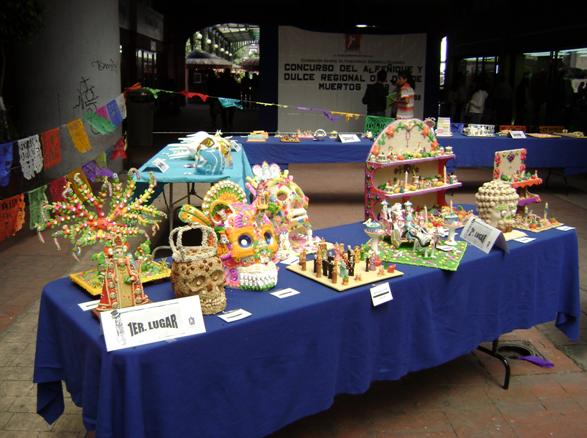

Los dulces que se pueden encontrar a la venta son de varios tipos y formas, muchas de estas tradicionales y típicas de la temporada del día de los muertos o de iconos propios del folklore nacional. Los dulces de alfeñique están, por ejemplo, en formas de ataúdes, cráneos, cruces, borregos, venados, huesos, procesiones, ángeles, animales, frutas, y hasta miniaturas de platillos típicos muy mexicanos. También hay dulce de pepita,en sus diferentes formas, diferentes variedades de camote y calabaza en dulce, acitrón, frutas cristalizadas, algunas cosas de chocolate, azúcar y amaranto como cráneos y huesos, dulces de turrón, charamusca en sus distintas formas, figuras de gomitas en forma de frutas y cráneos, dulce de leche y jamoncillo, dulce de amaranto, coco, tamarindo, cubiertos y enmielados, y finalmente galletas de piloncillo, como puchas y puerquitos, muy tradicionales de la fiesta del día de muertos; pero no solo podemos encontrar dulces tradicionales, sino también toda clase de adornos de la temporada, como manteles, guías y banderillas de papel picado (estarcido) de diferentes tamaños, diseños y colores, figuras de cartón alusivas a la tradición, y todo lo necesario para montar la ofrenda de día de muertos.
Cabe mencionar que esta feria del alfeñique está preparada por el Instituto Mexiquense de Cultura, el Patronato Procentro Histórico de la ciudad, el Ayuntamiento de la capital mexiquense y la Universidad Autónoma del Estado de México coordinadas para realizar este gran festejo.